# Soe Gewog
Soe (Dzongkha: སྲོས་) ist einer von acht Gewogs (Blöcke) des Dzongkhags Thimphu in Westbhutan. Zusammen mit dem Lingzhi Gewog und Naro Gewog bildet er den Unterdistrikt (Drungkhag) Lingzhi. 
Soe Gewog ist wiederum eingeteilt in fünf Chiwogs (Wahlkreise). Laut der Volkszählung von 2005 leben in diesem Gewog 183 Menschen auf einer Fläche von 210 km². Weite Gebiete des Gewogs liegen im Jigme-Dorji-Nationalpark. 
| Chiwog                     | Dörfer bzw. Weiler |
| -------------------------- | ------------------ |
| Jangothang བྱང་སྒོ་ཐང་        | Gadraten           |
| Jangothang བྱང་སྒོ་ཐང་        | Jangothang         |
| Damgochong གདམ་སྒོ་སྐྱོང་       | Damgochong         |
| Dotaapaithang རྡོ་སྟབས་པའི་ཐང་ | Dotaapaithang      |
| Dotaapaithang རྡོ་སྟབས་པའི་ཐང་ | Toepgoethang       |
| Dozotoen རྟོ་བཟོ་སྟོན་          | Dozotoen           |
| Jomphu འཇོམ་ཕུ་              | Jomphu             |
| Jomphu འཇོམ་ཕུ་              | Changmatasa        |